# Tào Hồng
Tào Hồng (chữ Hán: 曹洪; 166— 233), biểu tự Tử Liêm (子廉), là công thần khai quốc nước Tào Ngụy thời Tam Quốc trong lịch sử Trung Quốc.

## Tiểu sử
Tào Hồng là người huyện Tiếu, Bái Quốc (nay là Bạc Châu, An Huy), ông vốn là em họ của Tào Tháo. Năm 190, Tào Nhân chiêu mộ binh sĩ đi chống lại Đổng Trác. Kể từ lúc này Hồng bắt đầu theo phò tá Tào Tháo.
Trong chiến dịch tiêu diệt Đổng Trác, Tào Tháo mở cuộc truy đuổi Đổng Trác và Hán Hiến Đế Lưu Hiệp, nhưng bị bộ tướng Đổng Trác là Từ Vinh đem quân phục kích ở Huỳnh Dương, đâm chết ngựa của Tháo. Tháo bại trận, rút lui. Tào Hồng đã tình nguyện nhường ngựa cho Tào Tháo và nói rằng: "Thiên hạ có thể không có thuộc hạ, nhưng không thể không có chúa công!".
Vì thế, trong các thần tử của Tào Tháo thì ông là một trong những người thân cận nhất, tuy nhiên tính cách của ông có phần lỗ mãn, để mặc tướng sĩ dưới trướng làm điều tai hại, điều này gây nên hiềm khích giữa ông và người cháu Tào Phi. Ông làm chức Dương Vũ Trung lang tướng (扬武中郎将), Gián nghị đại phu (谏议大夫) rồi Vệ tướng quân (卫将军), tước Đô Dương hầu (都阳侯).
Trong trận Quan Độ, Tào Hồng đã thành công trong việc bảo vệ đường vận lương khỏi các cuộc tấn công của Trương Cáp, Cao Lãm. Trong thời gian diễn ra trận Hán Trung (trận Định Quân và trận Hán Thủy, năm 219), Hồng cùng với thủ lĩnh người Di (bộ tộc thiểu số) đánh bại quân của Ngô Lan và Lôi Đồng là hai tướng Thục Hán.
Sau khi Tào Tháo mất, Tào Phi lên thay, vì vốn có hiềm khích với Tào Hồng nên đã tìm cơ hội trị tội. Tào Phi đã lấy lý do gia khách của ông làm điều càn quấy nên đã giam Tào Hồng vào ngục, tước bỏ chức tước. Biện Thái hậu biết được, bà khuyên Hoàng hậu của Tào Phi là Quách Nữ Vương nên Tào Hồng mới được thả, thế nhưng tài sản và chức tước bị cách tuột cả và Tào Hồng bị giáng làm dân thường.
Sau khi Tào Phi mất, Tào Duệ (Ngụy Minh Đế) lên thay, Hồng được trả lại chức tước và bổng lộc, bái làm Hậu tướng quân (後將軍), tước Lạc Thành hầu (樂城侯). Sau khi qua đời, ông được truy tặng làm Cung hầu (恭侯).

## Trong Tam quốc diễn nghĩa
Trong tiểu thuyết Tam Quốc diễn nghĩa của La Quán Trung, Tào Hồng được biết đến nhiều trong trận Đồng Quan. Tào Tháo hạ lệnh cho ông và Từ Hoảng giữ ải Đồng quan trong mười ngày. Vì bị Mã Siêu khích thách đánh, Tào Hồng nổi nóng ra đánh và bị thất bại. Tào Tháo nổi giận vì mới chín ngày đã mất cửa quan, hạ lệnh chém Hồng. Các tướng vào can mới tha cho.
Sau đó Tào Tháo bị thua trận, chạy phải cắt cả râu quẳng cả áo. May sao có Tào Hồng đến cứu. Tào Tháo than: "Nếu ta chém Tào Hồng thì giờ đã chết dưới tay Mã Siêu rồi". Bèn trọng thưởng cho Tào Hồng.

## Gia đình
Chú bác:
- Tào Đỉnh (曹鼎), bác Tào Hồng, giữ chức Thượng thư lệnh.
- Tào Du (曹瑜), bác họ Tào Hồng, giữ chức Liệt hầu, Vệ tướng quân.

Con cái:
- Tào Phức (曹馥), tập tước của cha.
- Tào Chấn (曹震), phong Liệt hầu.
- Tào thị (曹氏), vợ Tuân Xán (荀粲), có sắc đẹp, chết sớm.